# Skelosophusa gollhardi
Skelosophusa gollhardi is een krabbensoort uit de familie van de Potamonautidae. De wetenschappelijke naam van de soort is voor het eerst geldig gepubliceerd in 1965 door Bott.